# Mafang (köpinghuvudort i Kina, Shaanxi)
Mafang (kinesiska: 马坊, 马坊镇) är en köpinghuvudort i Kina. Den ligger i provinsen Shaanxi, i den nordvästra delen av landet, omkring 89 kilometer nordväst om provinshuvudstaden Xi'an. Antalet invånare är 12 379. Befolkningen består av 5 902 kvinnor och 6 477 män. Barn under 15 år utgör 19,0 %, vuxna 15-64 år 74 %, och äldre över 65 år 6,0 %.
Runt Mafang är det tätbefolkat, med 442 invånare per kvadratkilometer. Närmaste större samhälle är Jianjun, 10,7 km söder om Mafang. Trakten runt Mafang består till största delen av jordbruksmark.
Genomsnittlig årsnederbörd är 643 millimeter. Den regnigaste månaden är september, med i genomsnitt 150 mm nederbörd, och den torraste är december, med 1 mm nederbörd.